# 케빈 듀랜트
케빈 웨인 듀랜트(영어: Kevin Wayne Durant, 1988년 10월 29일~)는 미국의 농구 선수로 포지션은 스트레치 포이다. 현재 NBA의 휴스턴 로키츠 소속으로 뛰고 있다. 213cm의 장신 스몰 포워드로 2007년도 National College Player상을 수상하였으며, 텍사스 대학교에서 1년을 보낸 후 NBA 드래프트에 참가하였다. 2007년 NBA 드래프트의 2번째 픽으로 시애틀 슈퍼소닉스에 지명되어 입단한 후, 올해의 신인상을 수상했다. 2009-10 시즌 득점왕을 거머쥐며 역사상 최연소 득점왕으로 NBA All-First Team에 선정되었다. 골든스테이트 워리어스에서 스테픈 커리, 클레이 톰프슨과 함께 2번의 NBA 파이널 우승을 달성했다. 대한민국에서는 성 'Durant'를 로마자 그대로 읽은 케빈 듀란트로도 알려져 있다.

## 어린 시절과 고등학교 경력
케빈 듀랜트는 1988년 워싱턴 D.C.에서 완다와 웨인 프렛 부부의 네 자녀 중 한 명으로 태어났다. 누이는 브리애나이며, 다른 형제들은 토니와 레이본이다. 어린 시절부터 아마추어 체육 연합(AAU)에서 선수 생활을 했는데, 피닉스 선스 소속의 마이클 비즐리 등과 함께 여러 차례 우승을 거두었다.어린 시절 멘토이자 AAU시절의 코치였던 찰스 크레익이 35살에 살해당한 것을 추모하기 위해 35번 등번호의 유니폼을 계속해서 입고 있다.
록빌의 몬트로스 기독교 고등학교에 입학할 당시 키는 이미 6피트 7인치였으며, 이후 시니어 시절에 2인치가 더 컸다고 한다. 완벽한 사이즈와 철저한 연습, 경이로운 슛 능력과 볼핸들링 그리고 수비를 갖춘 선수로 평가받았으며, 현재 휴스턴 로키츠 소속의 체이스 버딩거와 함께 2006 맥도날드 올-아메리칸 게임의 공동 MVP를 수상하였다.

## 대학교 경력

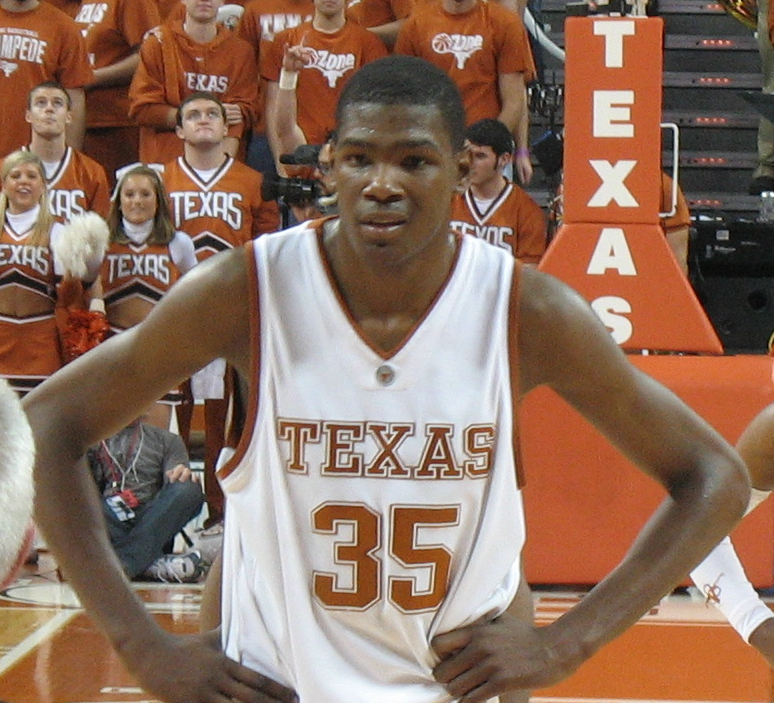
2007년 텍사스 대학교 농구부에서 활동하는 듀랜트

텍사스 대학교에 입학한 듀랜트는 현 샬럿 밥캐츠 소속의 DJ 어거스틴 등과 함께 35경기 전 경기를 선발로 출장하였는데, 이 때 키는 6피트 9인치였으며 윙스팬은 7피트 5인치에 달하였다. NCAA 토너먼트 2라운드에서 남캘리포니아 주립대에게 패배하였으며 컨퍼런스 3위로 시즌을 마감했다. 마른 체구에도 불구하고 굉장한 키와 윙스팬 그리고 퀵니스를 겸비한 그는 덕 노비츠키, 케빈 가넷에 비교될 정도로 굉장한 유망주로 성장하였다. 그의 부드러운 슛 터치는 많은 NBA 스카우터들의 이목을 끌었고, 역사상 최고의 대학 신입생 중 하나라는 평가를 듣게 되었다. 신입생 시절 경기당 평균 25.8득점과 11.1리바운드를 잡아내었으며, Big 12 토너먼트에서는 평균 28.9득점과 12.5득점을 기록하였다. 네이스미스 상, 오스카 로버트슨 상 등 신입생으로서는 최초로 다양한 상들을 수상하였으며 텍사스 주립 대학교에서는 그의 번호가 영구 결번되었다. 신입생 시즌을 마친 후 2007년 NBA 드래프트에 참가하게 된다.

## NBA 경력

### 시애틀 슈퍼소닉스

#### 2007-2008 시즌(신인 시즌)
2007년 6월 28일, 소위 '그렉 오든-케빈 듀랜트 드래프트'로 불리던 2007년 NBA 드래프트에서, 전체 1번 픽으로 그렉 오든이 포틀랜드 트레일블레이저스에 지명된 이후, 2번째 픽을 가지고 있던 시애틀 슈퍼소닉스는 고민의 여지 없이 케빈 듀랜트를 지목했다. 드래프트 지명 전 그는 이미 나이키에서 7년간 6천만 달러의 계약에 합의하였는데, 이것은 역사상 르브론 제임스이후 두 번째로 큰 금액이다. 뒷이야기에 의하면 아디다스에서는 7천만달러의 계약을 제시하였지만, 어렸을 때부터 나이키를 신어오던 듀랜트는 나이키를 선택하였다고 한다.
당시 시애틀 슈퍼소닉스는 팀의 주요 선수였던 레이 앨런과 라샤드 루이스를 각각 보스턴 셀틱스와 올랜도 매직으로 이적시키고 현 NBA에서 가장 유능한 GM으로 여겨지는 샘 프레스티를 영입하며 팀 리빌딩을 암묵적으로 선언한 상태였다. 팀의 팬들은 RR포로 불리었던 두 선수를 떠나보내는데에 아쉬움을 나타냈지만, 레이 앨런 트레이드를 통해 받은 2007년 전체 5번 픽을 통해 제프 그린을 추가로 뽑은 것에 만족하며 시애틀 슈퍼소닉스는 전면 리빌딩에 돌입했다. (2라운드 픽으로는 칼 랜드리를 지명한 후 휴스턴의 2008년도 2라운드 픽과 현금을 받고 트레이드시키는데, 이는 샘 프레스티의 몇 안 되는 실수 중 하나로 꼽힌다.)
새 감독으로 임명된 PJ 칼리시모는 케빈 듀랜트와 제프 그린의 포지션이 많은 부분 겹치는 것을 고려하여 케빈 듀랜트를 슈팅 가드로 1년간 기용하였다. 2007년 10월 31일, 덴버 너겟츠와의 경기에서 18득점 5리바운드 3스틸로 NBA에 데뷔하였다. 11월 16일 애틀란타 호크스와의 경기에서는 2차연장 끝에 유명한 3점 버저비터 위닝샷을 성공시키며 팀을 승리로 이끌기도 하였다. 신인 시즌의 마지막 경기에서 그는 42득점 13리바운드 5어시스트로 생애 첫 더블더블을 기록하며 맹활약하여 골든스테이트 워리어스를 상대로 승리를 거머쥐게 된다. 경기당 평균 20.3득점을 기록하며 2007-2008시즌의 신인왕으로 선정되었다. 하지만 팀은 고작 20승만을 기록하며 굉장히 부진하였고, 듀랜트는 득점 능력은 좋지만 팀에 기여도는 떨어지는 비효율적인 선수라는 평가를 듣기도 하였다. 이 해를 끝으로, 시애틀 슈퍼소닉스는 오클라호마시티 선더로 이전하게 된다.

### 오클라호마시티 선더

#### 2008-2009 시즌(소포모어 시즌)
2008년 NBA 드래프트에서 4번째 픽으로 UCLA의 러셀 웨스트브룩을 지명한 오클라호마시티 선더는 시애틀 슈퍼소닉스 시절의 선수들을 대거 트레이드하며 이전 시대와의 단절을 선언한다. 시즌 시작 직후 13경기에서 12패를 기록한 PJ칼리시모 감독은 해고되었고, 젊은 감독인 스캇 브룩스가 새 감독으로 부임하게 되었다. 그는 케빈 듀랜트를 그의 본연 포지션인 스몰 포워드로 복귀시켰으며, 제프 그린을 파워 포워드로 기용하는 전술을 사용하였다. 이러한 변화에 부응한 케빈 듀랜트는 전년도에 비해 모든 방면에서 향상된 모습을 보여주었다. 비록 NBA 올스타에는 선정되지 못했지만, 루키-소포모어 챌린지에서 분풀이라도 하듯 역대 최다인 46점을 기록하며 아마레 스타더마이어의 이전 기록을 경신했다. 또한 H-O-R-S-E 챌린지 이벤트에서 우승하기도 하였다.
시즌이 지날 수록 더욱 더 발전하는 모습을 보여주며 전년도에 부진했던 3점슛 성공률을 대폭 끌어올렸으며, 평균 리바운드 역시 더 높은 수치를 기록하였다. 평균 득점은 무려 25.3점을 기록하며 전년도 대비 5점을 향상시키는 모습을 보여주었다. 전체 평균 득점 6위를 기록하며 시즌을 마감한다.

#### 2009-2010 시즌
전년도 23승의 부진한 성적을 기록한 오클라호마시티 선더는 또 다시 높은 순위의 드래프트 지명권을 획득하게 되고, 2009년 NBA 드래프트에서 전체 3번째로 애리조나 주립대 출신의 제임스 하든을 지명하게 된다. 2009~10 시즌에는 케빈 듀랜트-제프 그린-러셀 웨스트브룩의 트리오를 중심으로 팀은 승승장구하게 된다. 많은 사람들의 예상을 깨고 50승을 달성하며 케빈 듀랜트는 오클라호마시티 선더를 서부 플레이오프를 8시드로 이끈다. 이 시즌을 계기로 케빈 듀랜트는 슈퍼스타의 반열에 올라서게 되는데, 올스타 리저브에 선발되었으며 최연소 득점왕을 거머쥐어 All-NBA 퍼스트 팀에 선정된다.
이 해에 듀랜트는 많은 기록들을 작성하게 되는데, 29경기 연속으로 25득점 이상을 기록하며 앨런 아이버슨의 기록을 깨고, 마이클 조던의 40경기 연속 다음의 기록을 보유하게 된다. 또한, 경기당 평균 10.2개의 자유투를 얻어내 9.2개를 성공하며 9할의 자유투 성공률을 보였는데, 9할의 자유투 성공률로 경기당 9개 이상의 자유투를 기록한 역사상 최초의 선수가 되었다. 경기당 평균 득점은 30.1점으로 최연소 득점왕을 거머쥐었으며, 내외각을 가리지 않는 전천후 득점기계의 명성을 얻게 되었다. 높은 턴오버는 여전히 문제점으로 지적되었지만 경기당 평균 스틸과 블락이 모두 1개 이상으로 우수한 기록을 남겼으며 리바운드 역시 경기당 7.6개를 잡아내며 팀 내 최다 수치를 기록하였다. 르브론 제임스 다음으로 많은 MVP 득표를 기록하며 명실상부 세계 최고의 선수들 중 하나로 발돋움하였다.
플레이오프 1라운드에서는 로스앤젤레스 레이커스를 만나 수비왕 출신 론 아테스트의 수비에 고전을 면치 못하며 2-4로 패배해 젊은 팀의 한계를 보여주기도 하였다. 하지만 그 가운데서도 평균 25득점을 기록하였고, 게임 3에서는 29득점 19리바운드를 잡아내고, 게임 4역시 승리하며 레이커스를 궁지에 몰리게 하기도 하였다. 하지만 해당 년도에 코비 브라이언트를 앞세운 로스앤젤레스 레이커스는 보스턴 셀틱스를 꺾고 우승을 차지하였다.

#### 2010-2011 시즌
2010년 7월 7일, 연장계약 기간이 시작되자마자 케빈 듀랜트와 오클라호마시티 선더는 5년간 8600만 달러의 장기계약에 합의하며 듀랜트는 오클라호마시티 선더의 프랜차이즈 스타의 길을 걷게 되었다. 또한 여름에 열린 FIBA 2010년도 세계선수권대회에서 듀랜트는 미국팀을 이끌며 금메달을 따고, 만장일치로 대회 MVP를 받게 되었다. 2010년도 오프시즌에 있었던 르브론 제임스의 더 디시젼 쇼와 마이애미 히트로의 이적은 많은 NBA 팬들을 충격에 빠지게 하였고, 르브론 제임스의 팀 내의 롤이 많이 줄어들 것으로 예상되었기 때문에 전년도 NBA MVP 득표에서 2위를 차지했었던 케빈 듀랜트가 시즌 전 가장 유력한 MVP후보로 거론되었다. 하지만 시즌이 시작된 직후 저조한 야투율을 기록하여 비효율적인 게임을 보이며 많은 팬들에게 실망을 안겨 주었다. 시즌이 지날 수록 점점 더 좋은 모습을 보여주긴 하였지만, 시카고 불스의 약진을 이끈 데릭 로즈의 임팩트에 그 해 시즌 MVP를 내주었다. 그 와중에 팀 동료인 러셀 웨스트브룩은 듀얼 가드라는 신종 가드의 패러다임을 만들어내며 슈퍼스타로 발돋움하였고, All NBA Second Team에 선정되었다. 시즌 중반에는 지난 2년간 트리오의 한 축을 이루던 제프 그린이 보스턴 셀틱스의 켄드릭 퍼킨스와 트레이드 되었으며, 또 다른 팀 동료인 제임스 하든은 유력한 식스맨 상 후보로 올라섰다.
케빈 듀랜트는 경기당 평균 27.7득점을 기록하며 전년대비 소폭 떨어진 평균 득점을 기록하였지만, 2년 연속 NBA 득점왕의 자리를 차지하였다. 2011년 1월 22일에는 뉴욕 닉스를 상대로 3점 버저비터를 터뜨리며 승리를 견인하기도 하였다. 55승으로 서부 4위 시드로 플레이오프에 진출하였는데, 듀랜트는 1라운드에서 덴버 너겟츠를 상대로 고득점을 퍼부으며 5게임만에 4-1로 쉽게 승리하였다. 2라운드에서는 유력한 우승후보였던 샌안토니오 스퍼스를 업셋시키며 8번시드의 돌풍을 일으키던 멤피스 그리즐리스를 상대로 7차전까지 가는 접전 끝에 4-3으로 팀의 승리를 견인하였다. 7차전에서 39점을 득점하며 팀의 리더이자 NBA 슈퍼스타의 모습을 여실히 보여주었다. 서부 파이널에서는 댈러스 매버릭스를 만나 1차전에서 40점을 넣었지만 덕 노비츠키의 51득점(26개의 자유투) 등의 역대급 활약을 이기지 못하고 패배하였다. 이후 1승만을 건지며 1-4로 패배하며 2011 시즌을 마감하였다. 이 해 댈러스 매버릭스는 결승에서 마이애미 히트를 꺾고 NBA 우승을 차지하였다.

#### 2011-2012 시즌
2011년도 오프시즌에 전면 파업에 들어간 선수 노조와 구단주들 간의 대립으로 시즌은 무기한 연기되게 된다. 듀랜트는 오프시즌에 많은 자선 경기들과 이벤트 경기들을 뛰며 팬들에게 강력한 임팩트를 남긴다. 새로운 CBA(노동 협정)의 극적인 타결과 함께 NBA는 단축 시즌에 돌입하였다. 별도의 선수 영입 없이 오클라호마시티 선더는 시즌을 시작하게 되었고, 시작 후 서부에서 독주 체제를 달리며 새로운 왕조의 시작을 알린다.(하지만 시즌 말미의 샌안토니오 스퍼스의 기적같은 연승행진들로 인해 썬더는 서부 2위로 마감하였다.) 경기의 중요 시점에서 항상 약하다는 평가를 듣던 듀랜트는 시즌 시작과 함께 접전 상황에서 많은 경기를 혼자 이끌며 새로운 NBA의 강심장으로서의 자리를 확고히 한다. 2011년 12월 29일에는 디펜딩 챔피언 댈러스 매버릭스를 상대로 역전 3점 버저비터를 꽂으며 굉장한 임팩트를 남겼고, 이후 많은 경기에서 굉장한 퍼포먼스를 펼치며 르브론 제임스와 함께 MVP 후보 2인 독주체제를 굳혔다. 2012년 2월 19일에는 덴버 너겟츠를 상대로 51점을 득점하며 커리어 하이를 갱신하였고(이 경기에서 러셀 웨스트브룩은 40점, 서지 이바카는 득점-리바운드-블락 트리플더블을 작성하며 역사상 최초로 50득점,40득점,블락 포함 트리플더블이 한 경기에서 나오는 진기록을 달성했다.), 서부 포워드 중 가장 많은 투표를 받아 선발된 올스타 게임에서는 36점을 기록하며 올스타 게임 MVP로 선정되기도 하였다. 대부분의 기록들이 커리어 하이를 찍었으며, 시즌의 두 번째 마지막 경기에서 코비 브라이언트를 역전하며 평균 경기당 28.0점의 득점으로 3연속 득점왕에 등극하였다.
팀메이트인 러셀 웨스트브룩은 리그 최고의 가드 중 하나로 올라섰으며, 제임스 하든은 이견이 없는 최고의 식스맨이자 All NBA Team에 거론될 정도로 성장하였고, 서지 이바카는 평균 27분만을 출장하면서도 경기당 평균 3.7블락이라는 경이로운 기록을 남겼다. 오클라호마시티 썬더는 샘 프레스티 단장의 지휘 아래 케빈 듀랜트를 선두에 앞세워 리빌딩 4년만에 강력한 우승후보로 부상하였다.
1라운드에서 다시 만난 디펜딩 챔피언 댈러스 매버릭스를 상대로 1차전에서 1.5초를 남기고 고난이도의 역젼 슛을 성공시키며 승리를 견인하였다.

#### 2012-2013 시즌
경기당 평균 28.9 점을 기록한 듀랜트는 또한 51%의 야투 성공률, 41.6 %의 3점 슛 성공률, 그리고 90.1%의 자유투 성공률을 기록하면서 50-40-90 클럽에 가입한다. 그와 함께 팀은 60승 22패를 기록하면서 서부 컨퍼런스 1위를 차지한다. 플레이오프 1라운드에서 8위 휴스턴 로켓츠를 상대로 4승 2패로 2라운드에 가지만, 2라운드에서 멤피스 그리즐리스에게 4승 1패로 탈락한다

## 경력 통계
| † | NBA 파이널 우승 시즌 |

### NBA

#### 정규 시즌
| 시즌     | 팀             | 경기 | 선발 | 출장시간 | 야투% | 3점슛% | 자유투% | 리바운드 | 어시스트 | 스틸 | 블록 | 득점 |
| -------- | -------------- | ---- | ---- | -------- | ----- | ------ | ------- | -------- | -------- | ---- | ---- | ---- |
| 2007-08  | 시애틀         | 80   | 80   | 34.6     | .430  | .288   | .873    | 4.4      | 2.4      | 1.0  | .9   | 20.3 |
| 2008-09  | 오클라호마시티 | 74   | 74   | 39.0     | .476  | .422   | .863    | 6.5      | 2.8      | 1.3  | .7   | 25.3 |
| 2009-10  | 오클라호마시티 | 82   | 82   | 39.5     | .476  | .365   | .900    | 7.6      | 2.8      | 1.4  | 1.0  | 30.1 |
| 2010-11  | 오클라호마시티 | 78   | 78   | 38.9     | .462  | .350   | .880    | 6.8      | 2.7      | 1.1  | 1.0  | 27.7 |
| 2011-12  | 오클라호마시티 | 66   | 66   | 38.6     | .496  | .387   | .860    | 8.0      | 3.5      | 1.3  | 1.2  | 28.0 |
| 2012-13  | 오클라호마시티 | 81   | 81   | 38.5     | .510  | .416   | .905    | 7.9      | 4.6      | 1.4  | 1.3  | 28.1 |
| 2013-14  | 오클라호마시티 | 81   | 81   | 38.5     | .503  | .391   | .873    | 7.4      | 5.5      | 1.3  | .7   | 32.0 |
| 2014-15  | 오클라호마시티 | 27   | 27   | 33.8     | .510  | .403   | .854    | 6.6      | 4.1      | .9   | .9   | 25.4 |
| 2015-16  | 오클라호마시티 | 72   | 72   | 35.8     | .505  | .388   | .898    | 8.2      | 5.0      | 1.0  | 1.2  | 28.2 |
| 2016-17† | 골든스테이트   | 62   | 62   | 33.4     | .537  | .375   | .875    | 8.3      | 4.9      | 1.1  | 1.6  | 25.1 |
| 2017-18† | 골든스테이트   | 68   | 68   | 34.2     | .516  | .419   | .889    | 6.8      | 5.4      | .7   | 1.8  | 26.4 |
| 2018-19  | 골든스테이트   | 78   | 78   | 34.6     | .521  | .353   | .885    | 6.4      | 5.9      | .7   | 1.1  | 26.0 |
| 2020-21  | 브루클린       | 35   | 32   | 33.1     | .537  | .450   | .882    | 7.1      | 5.6      | .7   | 1.3  | 26.9 |
| 2021-22  | 브루클린       | 55   | 55   | 37.2     | .518  | .383   | .910    | 7.4      | 6.4      | .9   | .9   | 29.9 |
| 경력     | 경력           | 939  | 936  | 36.8     | .496  | .384   | .884    | 7.1      | 4.3      | 1.1  | 1.1  | 27.2 |
| 올스타   | 올스타         | 10   | 8    | 26.9     | .536  | .349   | .897    | 6.2      | 3.7      | 1.7  | .5   | 25.0 |

#### 플레이오프
| 시즌   | 팀             | 경기 | 선발 | 출장시간 | 야투% | 3점슛% | 자유투% | 리바운드 | 어시스트 | 스틸 | 블록 | 득점 |
| ------ | -------------- | ---- | ---- | -------- | ----- | ------ | ------- | -------- | -------- | ---- | ---- | ---- |
| 2010   | 오클라호마시티 | 6    | 6    | 38.5     | .350  | .286   | .871    | 7.7      | 2.3      | .5   | 1.3  | 25.0 |
| 2011   | 오클라호마시티 | 17   | 17   | 42.5     | .449  | .339   | .838    | 8.2      | 2.8      | .9   | 1.1  | 28.6 |
| 2012   | 오클라호마시티 | 20   | 20   | 41.9     | .517  | .373   | .864    | 7.4      | 3.7      | 1.5  | 1.2  | 28.5 |
| 2013   | 오클라호마시티 | 11   | 11   | 44.1     | .455  | .314   | .830    | 9.0      | 6.3      | 1.3  | 1.1  | 30.8 |
| 2014   | 오클라호마시티 | 19   | 19   | 42.9     | .460  | .344   | .810    | 8.9      | 3.9      | 1.0  | 1.3  | 29.6 |
| 2016   | 오클라호마시티 | 18   | 18   | 40.3     | .430  | .282   | .890    | 7.1      | 3.3      | 1.0  | 1.0  | 28.4 |
| 2017†  | 골든스테이트   | 15   | 15   | 35.5     | .556  | .442   | .893    | 8.0      | 4.3      | .8   | 1.3  | 28.5 |
| 2018†  | 골든스테이트   | 21   | 21   | 38.4     | .487  | .341   | .901    | 7.8      | 4.7      | .7   | 1.2  | 29.0 |
| 2019   | 골든스테이트   | 12   | 12   | 36.8     | .514  | .438   | .903    | 4.9      | 4.5      | 1.1  | 1.0  | 32.3 |
| 2021   | 브루클린       | 12   | 12   | 40.4     | .514  | .402   | .871    | 9.3      | 4.4      | 1.5  | 1.6  | 34.3 |
| 2022   | 브루클린       | 4    | 4    | 44.0     | .386  | .333   | .895    | 5.8      | 6.3      | 1.0  | 0.3  | 26.3 |
| Career | Career         | 155  | 155  | 40.4     | .476  | .356   | .866    | 7.8      | 4.1      | 1.0  | 1.2  | 29.4 |

### 대학교
| 시즌    | 팀     | 경기 | 선발 | 출장시간 | 야투% | 3점슛% | 자유투% | 리바운드 | 어시스트 | 스틸 | 블록 | 득점 |
| ------- | ------ | ---- | ---- | -------- | ----- | ------ | ------- | -------- | -------- | ---- | ---- | ---- |
| 2006–07 | 텍사스 | 35   | 35   | 35.9     | .473  | .404   | .816    | 11.1     | 1.3      | 1.9  | 1.9  | 25.8 |

## 시그니쳐 무브

### Kobe Move
로우컷을 통해 3점라인 밖 45도로 빠져나오면서 공을 잡은 뒤, 인사이드로 잽 스텝을 넣은 다음 엔드라인으로 돌파를 시도한다. 그 후 드리블 반대방향으로 상체 페이크를 준 뒤, 공을 잡고 페이드 어웨이 점프슛을 쏜다. 이 기술에서 중요한 점은 빠른 로우컷을 통해 수비수의 템포를 뺐으면서 공을 잡고, 페이크를 통해 돌파 공간을 만들어 돌파를 시도한다. 그 후 쫓아오는 수비수의 반대방향으로 페이크를 주고 공간을 만들어 페이드 어웨이 슛을 쏘는 것이 포인트다.

### The Crossover
페인트존에서 브이컷을 통해 3점라인 탑으로 올라와 패스를 받아 공을 잡은 뒤, 크로스오버 드리블을 통해 수비수를 벗겨내고 미들 슛을 쏘는 기술이다. 여기서는 45도에 공이 있을 경우, 공이 있는 쪽 페인트 존에서 자리를 잡고 있다가 브이컷을 통해 3점라인 밖으로 나오면서 공을 받고, 따라나오는 수비수와 페이스업 상태에서 잽 스텝이후 크로스오버 드리블로 수비수를 제껴내는 것이 중요하다. 수비를 돌파하면 45도 수비수로부터 도움수비가 올 경우, 45도에 있는 같은 편 공격수에게 패스를 해 슛 찬스를 만들어 준다.

### The 62
하프라인 근처부터 3점라인 탑으로 드리블을 치고 오다가 수비수 앞에서 스터럴 스텝을 통해 수비수의 중심을 흐트러트린 뒤 풀업 점프샷을 쏜다. 이 기술은 이전에 수비수에게 크로스오버 드리블을 통한 미들슛이 성공한 후에 사용하는 것이 효과가 좋다. 크로스오버를 통한 돌파 후 점프슛을 성공시킨 뒤에 다시 수비수와 1대1 상황이 만들어졌을 때 크로스오버를 하는 척 짧은 스터럴 스텝 이후 바로 슛을 올라가는 기술이다.

### Counter 62
Counter 62는 말그대로 The 62 기술에 대한 응용기술이라고 할 수 있다. 3점라인 탑에서 드리블을 치면서 오다가 스터럴 스텝 이후 바로 슛을 올라가는 것 대신, 돌파 반대뱡향으로 크게 스텝을 밟은 뒤에 크로스오버 드리블을 통해 수비를 벗겨낸 뒤 미들 슛을 만들어내는 기술이다.

## 수상 내역
- NBA 챔피언 2회 (2017-2018)
- NBA 파이널 MVP 2회 (2017-2018)
- NBA 시즌 MVP (2014)
- NBA 올스타전 MVP 2회 (2012, 2019)
- NBA 올스타 12회 (2010-2019, 2021-2022)
- 올-NBA 퍼스트 팀 6회 (2010-2014, 2018)
- 올-NBA 세컨드 팀 4회 (2016-2017, 2019, 2022)
- NBA 득점왕 4회 (2010-2012, 2014)
- NBA 올해의 신인상 (2008)
- NBA 올-루키 퍼스트 팀 (2008)
- NBA 라이징스타 챌린지 MVP (2009)

- 2007 네이스미스 상(대학 신입생 사상 최초)
- 2009, 2010 H-O-R-S-E 게임 우승
- 2010 FIBA 세계선수권대회 MVP
- 2012 런던 올림픽 남자농구 금메달
- 2016 리우데자네이루 올림픽 남자농구 금메달
- 2020 도쿄 올림픽 남자농구 금메달

## 역대 등번호
- 35 : 시애틀 슈퍼소닉스 (2007년-2008년), 오클라호마시티 선더 (2008년-2016년), 골든스테이트 워리어스 (2016년-2019년), 피닉스 선스 (2023년-2025년)
- 7 : 브루클린 네츠 (2019년-2023년), 휴스턴 로키츠 (2025년-현재)